# Vaszílisz Diamandópulosz
Vaszílisz Diamandópulosz (görög betűkkel Βασίλης Διαμαντόπουλος) (Athén, 1902 – ?) görög nemzetközi labdarúgó-játékvezető.

## Pályafutása

### Nemzeti játékvezetés
Pályafutása során hazája legfelső szintű labdarúgó-bajnokságának játékvezetője lett.

### Nemzetközi játékvezetés
A Görög labdarúgó-szövetség Játékvezető Bizottsága (JB) 1949-ben terjesztette fel nemzetközi játékvezetőnek, a Nemzetközi Labdarúgó-szövetség (FIFA) bíróinak keretébe. Több válogatott és nemzetközi klubmérkőzést vezetett. Az aktív nemzetközi játékvezetéstől 1957 nyarán búcsúzott.

#### Európa-kupa
| Időpont           | Helyszín             | Mérkőzés típusa          | Mérkőzés              | Eredmény | Nézők száma |
| ----------------- | -------------------- | ------------------------ | --------------------- | -------- | ----------- |
| 1955. április 24. | Práter Stadion, Bécs | 313. válogatott mérkőzés | Ausztria–Magyarország | 2 : 2    | 65 000      |

## Magyar kapcsolat
| Időpont           | Helyszín                    | Mérkőzés típusa             | Mérkőzés              | Eredmény | Nézők száma |
| ----------------- | --------------------------- | --------------------------- | --------------------- | -------- | ----------- |
| 1954. február 12. | Muhammad Ali Stadion, Kairó | 299. válogatott mérkőzés    | Magyarország–Egyiptom | 3 : 0    | 28 000      |
| 1956.             | Népstadion, Budapest        | barátságos (B válogatottak) | Magyarország–Ausztria | 1 : 1    |             |